# Lagisca yokohamiensis
Lagisca yokohamiensis är en ringmaskart som beskrevs av McIntosh 1885. Lagisca yokohamiensis ingår i släktet Lagisca och familjen Polynoidae. Inga underarter finns listade i Catalogue of Life.